# David Ausberry
David Ausberry (Strasburg, 25 settembre 1987) è un giocatore di football americano statunitense che gioca nel ruolo di tight end per gli Oakland Raiders della National Football League (NFL). Fu scelto nel corso del settimo giro (241º assoluto) del draft NFL 2011 dai Raiders. Al college giocò a football alla Southern California University.

## Carriera universitaria
Nei suoi 4 anni con USC Trojans vinse i seguenti titoli:
- Rose Bowl: 2

2007, 2008
- Emerald Bowl: 1

2009

## Carriera professionistica

### Oakland Raiders
Ausberry fu scelto nel corso del settimo giro del draft 2011 dagli Oakland Raiders. Il 21 luglio firmò un contratto quadriennale per un totale di 2,085 milioni di dollari, inclusi 45.900$ di bonus alla firma. Debuttò come professionista il 2 ottobre contro i New England Patriots. Il 16 dello stesso mese contro i Cleveland Browns fece la sua prima ricezione in carriera, mentre recuperò il suo primo fumble il 23 ottobre contro i Kansas City Chiefs. Chiuse la stagione con 12 partite di cui una da titolare, giocate prevalentemente nella squadra speciale dove fece ben 7 tackle, 2 ricezioni per 14 yard. Nella stagione successiva giocò 16 partite, 7 ricezioni per 92 yard.
Durante la seconda partita della pre-stagione del 2013 si infortunò alla spalla. Dopo aver saltato le prime due partite della stagione regolare il 23 settembre venne inserito nella lista infortunati.

## Vittorie e premi
Nessuno

## Statistiche
| Partite totali         | 28  |
| Partite da titolare    | 1   |
| Yard su ricezione      | 106 |
| Touchdown su ricezione | 0   |
| Yard su corsa          | -2  |
| Touchdown su corsa     | 0   |
| Tackle totali          | 13  |
| Fumble subiti          | 0   |
| Fumble recuperati      | 2   |

Statistiche aggiornate al 25 gennaio 2014